# Срнка, Мирослав
Мирослав Срнка (Miroslav Srnka; род. 23 марта 1975, Прага) — чешский композитор и музыковед.

## Очерк биографии и творчества
Окончил Карлов университет в Праге в 1999 году по специальности «музыковедение». Композицию изучал в 1995 у Милана Славицкого в Праге, стажировался в 1995-96 в Гумбольдтовском университете (Берлин), в 2001 — в Парижской консерватории, в 2004 (у И. Феделе и Ф. Манури) — в парижском институте IRCAM. В 2004 был удостоен на родине ежегодной музыкальной премии имени Л. Яначека. В 2009 получил поощрительную премию фонда Сименса. 
Работает в разных жанрах, особенно эффективно в опере. Его камерная опера-катастрофа «Не шуметь» была впервые исполнена на Мюнхенском оперном фестивале 2011 года (в 2016 — в рамках международного оперного фестиваля в Брегенце). В 2011 году на малой сцене Дрезденской оперы была поставлена его опера-сказка «Якуб Флюгельбунт… и Магдалена Ротенбанд, или Как низко может петь птица». В 2016 году в Баварской государственной опере состоялась премьера его оперы «Южный полюс». 
Камерную музыку Срнки исполняли Квартет Ардитти, Ensemble Recherche, Ensemble intercontemporain, Ensemble Modern.

## Сочинения (выборка)
- Струнный квартет (2004)
- Камерная опера "Стена" (пост. Немецкая опера Берлина, 2005)
- Камерная опера "Не шуметь" (Make no noise; пост. Мюнхен, 2011)
- Опера-сказка "Якуб Флюгельбунт" (пост. Дрезден, 2011)
- Assembly, для инструментального ансамбля (2011)
- Концерт для фортепиано с оркестром (2012)
- My life without me, для сопрано и инструментального ансамбля (2013)
- Опера "Южный полюс" (пост. Мюнхен, 2016)
- Here with you, для виолончели и фп. (2016)